# Seminario Teológico Unión (Nueva York)
El Seminario Teológico Unión en la Ciudad de Nueva York (UTS) es un seminario liberal cristiano ecuménico en Morningside Heights, Manhattan, en la ciuudad de Nueva York (Estados Unidos). Está afiliado a la vecina Universidad de Columbia. Desde 1928, el seminario ha servido como la facultad de teología constitutiva de Columbia. En 1964, UTS también estableció una afiliación con el vecino Seminario Teológico Judío de América.
UTS es el seminario independiente más antiguo de los Estados Unidos y durante mucho tiempo ha sido conocido como un bastión de la erudición cristiana progresiva, con varios pensadores prominentes entre su facultad o exalumnos. Fue fundado en 1836 por miembros de la Iglesia Presbiteriana de los Estados Unidos, pero estaba abierto a estudiantes de todas las denominaciones. En 1893, UTS rescindió el derecho de la Asamblea General de la Iglesia Presbiteriana a vetar los nombramientos de profesores, convirtiéndose así en totalmente independiente. En el siglo XX, Union se convirtió en un centro del cristianismo liberal. Sirvió como el lugar de nacimiento de la teología negra, la teología mujerista y otros movimientos teológicos. Alberga la Biblioteca Burke en Union Theological Seminary, una de las bibliotecas teológicas más grandes del hemisferio occidental.

## Historia
El Seminario Teológico Unión fue fundado en 1836. A fines del siglo XIX se convirtió en uno de los principales centros del cristianismo liberal en los Estados Unidos. En 1891, Charles A. Briggs, quien estaba siendo instalado como presidente de estudios bíblicos, pronunció un discurso inaugural en el que cuestionó la inspiración verbal de las Escrituras. Cuando la Asamblea General de la Iglesia Presbiteriana en los Estados Unidos vetó el nombramiento de Briggs y, dos años después lo depuso por herejía, el UTS se retiró de la supervisión denominacional. En 1939, el Seminario Teológico de Auburn se mudó a su campus y partió en 2014.

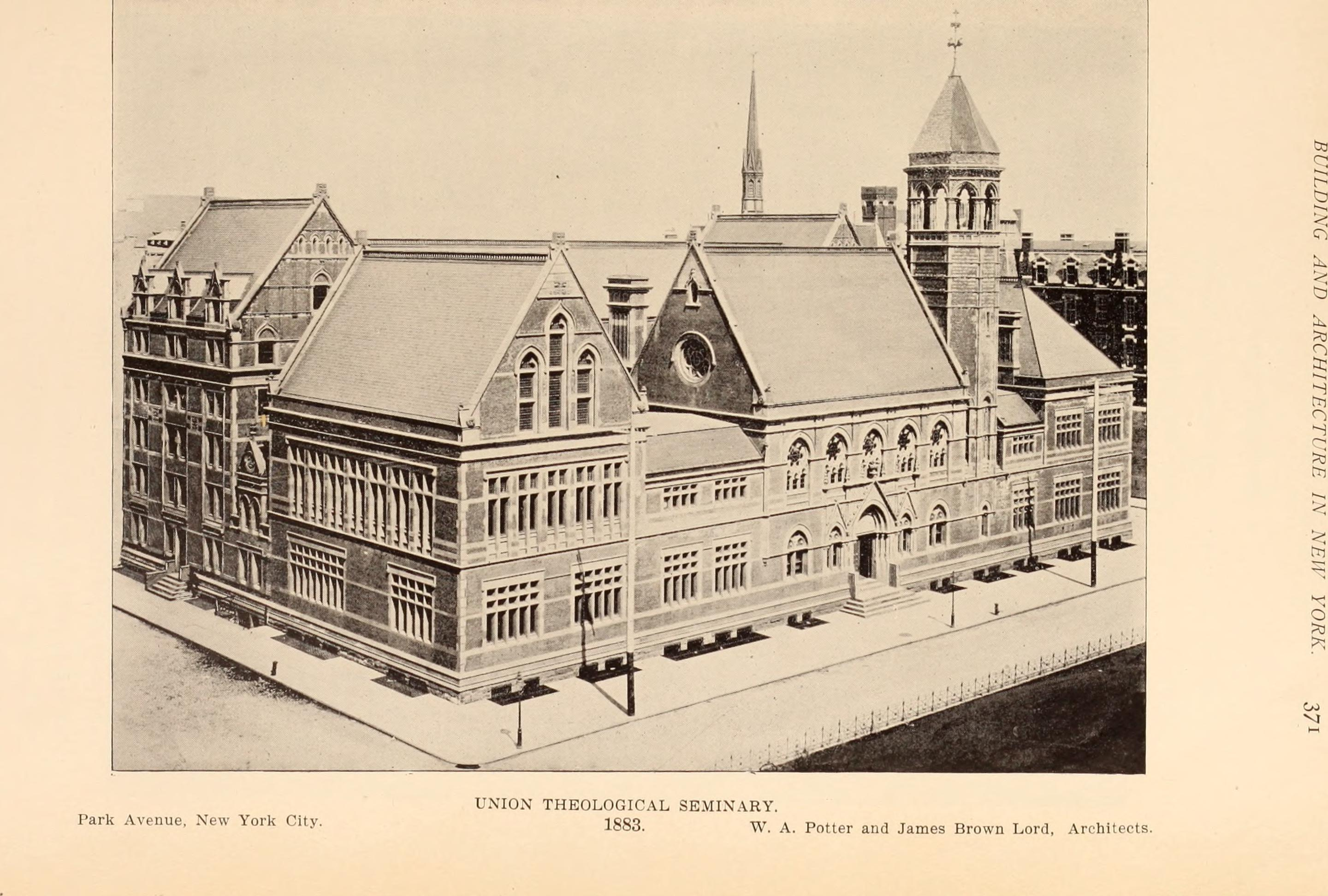
Campus 1883, en Park Avenue y calle 70

Entre sus graduados estaban el historiador del cristianismo Arthur McGiffert; el erudito bíblico James Moffatt; Harry Emerson Fosdick, el pastor de la Iglesia Riverside que se desempeñó como profesor durante su mandato allí; y el líder socialista Norman Thomas.
En 1895, los miembros del Union Theological Seminary Alumni Club fundaron Union Settlement Association, una de las casas de asentamiento más antiguas de la ciudad de Nueva York. Después de visitar Toynbee Hall en Londres e inspirados por el ejemplo de Hull House en Chicago, los exalumnos decidieron crear una casa de asentamiento en el área de Manhattan delimitada al norte y al sur por East 96th Street y 110th Street y al este y oeste por el Río del Este y el Central Park.
El vecindario, conocido como Harlem del Este, estaba lleno de viviendas nuevas pero carecía de servicios cívicos. El ethos del movimiento de casas de asentamiento requería que sus trabajadores se "establecieran" en dichos vecindarios para conocer de primera mano los problemas de los residentes. “Nos pareció que, como primeros colonos, teníamos la oportunidad de crecer con la comunidad y afectar su desarrollo”, escribió William Adams Brown, profesor de teología, Union Theological Society y presidente de Union Settlement Association.
Union Settlement todavía existe y brinda servicios y programas basados en la comunidad para apoyar a los inmigrantes y residentes de bajos ingresos de East Harlem. Union Settlement, una de las agencias de servicios sociales más grandes de East Harlem, llega a más de 13 000 personas anualmente en 17 ubicaciones en East Harlem a través de una variedad de programas, que incluyen educación para la primera infancia, desarrollo juvenil, servicios para personas mayores, capacitación laboral, artes, educación para adultos, nutrición., consejería, un mercado de agricultores, desarrollo comunitario y eventos culturales en el vecindario.

### SiglosXXyXXI

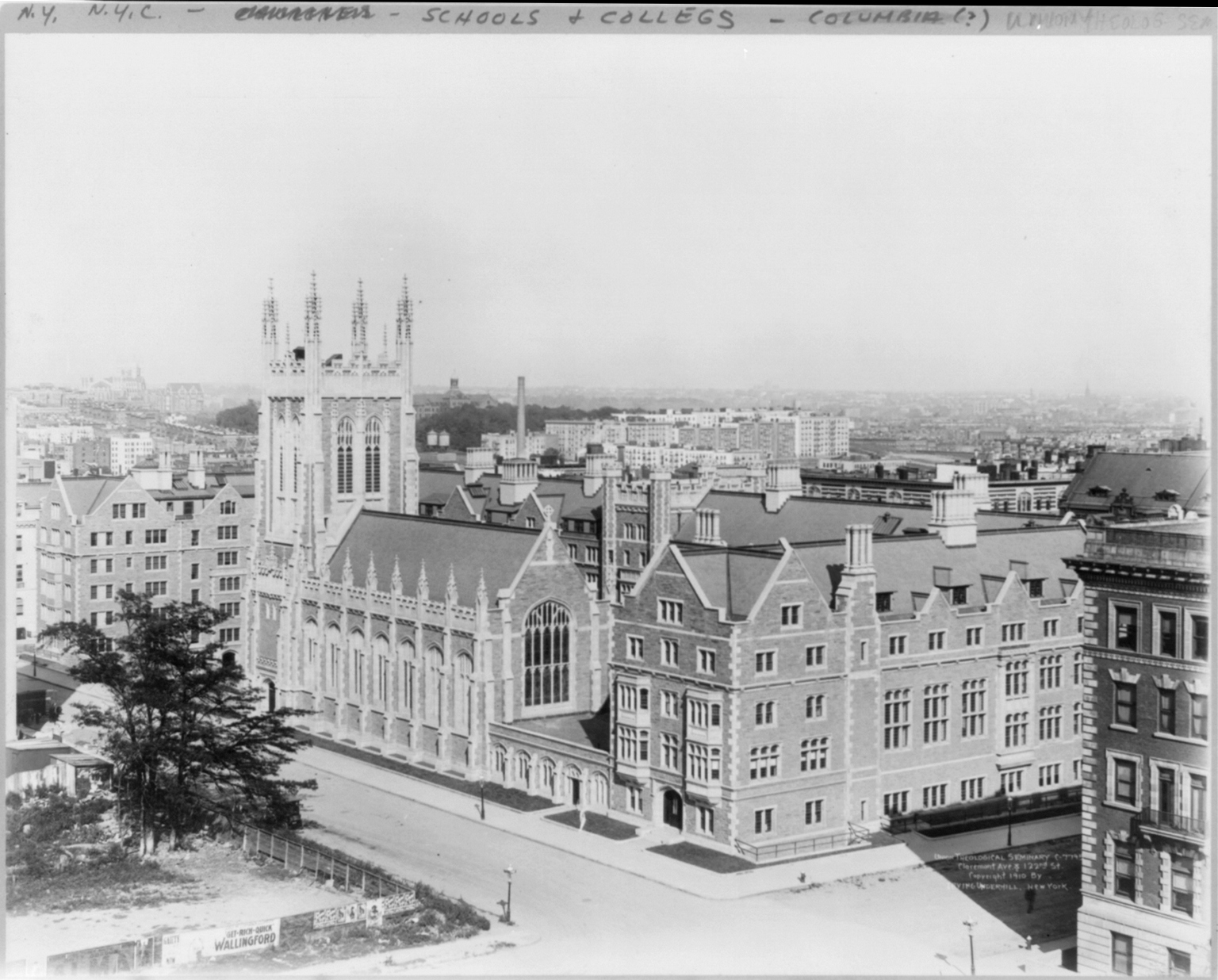
Vista lateral en Claremont Avenue entre las calles W. 120th y W. 119th (1910)

Reinhold Niebuhr y Paul Tillich hicieron de UTS el centro del protestantismo tanto liberal como neoortodoxo en el período de entreguerras. Niebuhr se unió a UTS en 1929 y Tillich en 1933. El destacado intelectual público Cornel West comenzó una prometedora carrera académica en la UTS en 1977. A medida que el liberalismo perdió terreno ante el conservadurismo después de la década de 1960 (mientras se disipaba la neo-ortodoxia) y, por lo tanto, perdió prestigio, la UTS tuvo dificultades financieras y se redujo significativamente debido a una base estudiantil reducida.
Finalmente, la escuela acordó arrendar algunos de sus edificios a la Universidad de Columbia y transferirle la propiedad y responsabilidad de la Biblioteca Burke. Estos acuerdos ayudaron a estabilizar las finanzas de la escuela, que se habían visto obstaculizadas por el aumento de los costos de la biblioteca y la necesidad de realizar reparaciones sustanciales en el campus.
El 1 de julio de 2008, la teóloga feminista Serene Jones se convirtió en la primera mujer presidenta de Union en sus 172 años de historia, sucediendo a Joseph C. Hough, Jr.
El 10 de junio de 2014, Jones anunció que el Seminario se uniría al movimiento para desinvertir en la industria de los combustibles fósiles en protesta por el daño que la industria está causando al medio ambiente. La dotación de 108 millones de dólares del Seminario ya no incluirá ninguna inversión en combustibles fósiles.
Aunque es administrativamente independiente de Columbia, Union está representada por un miembro de la facultad con derecho a voto y un miembro observador estudiantil sin derecho a voto del Senado de la Universidad de Columbia.

## Instalaciones

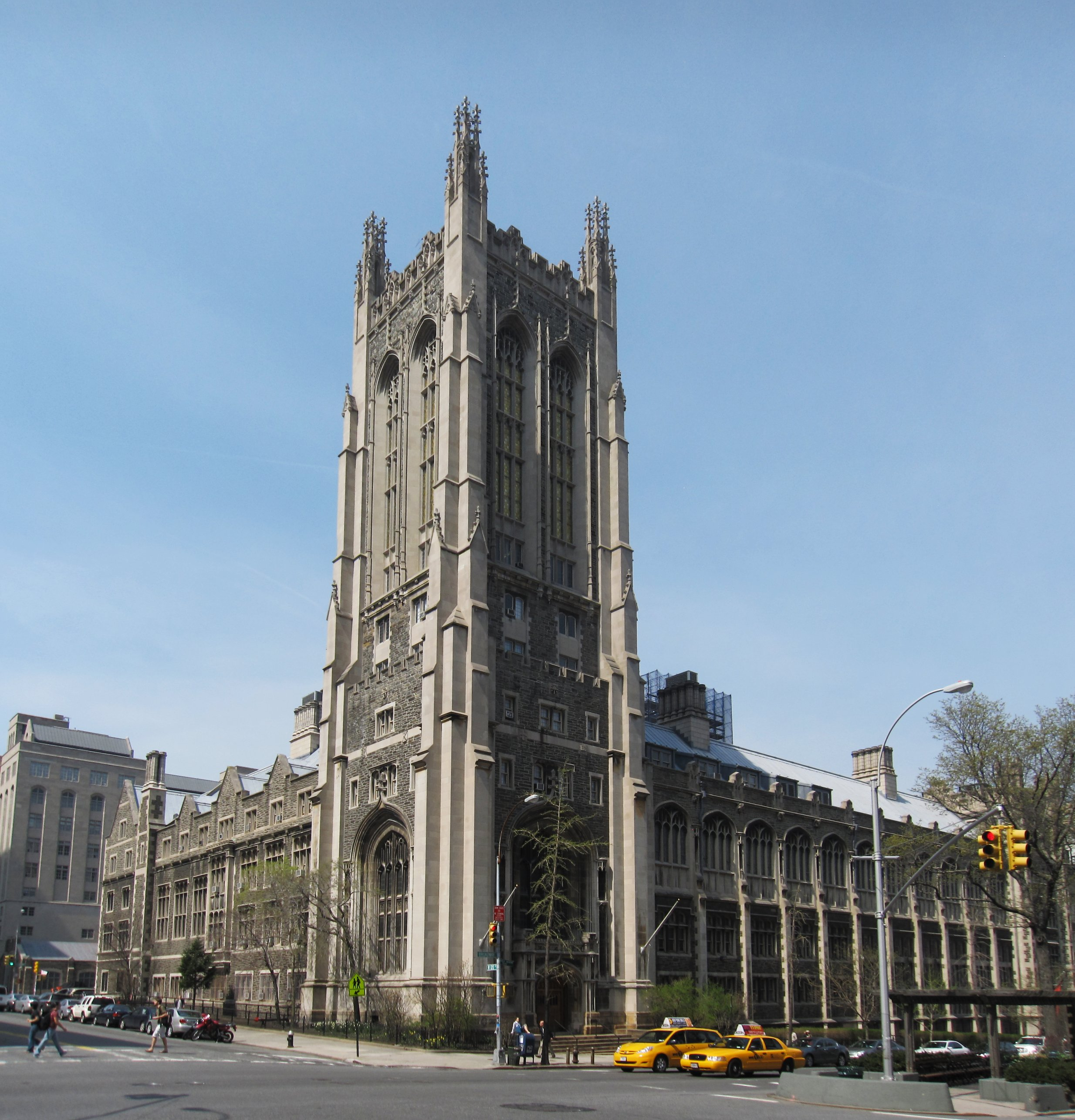
Torre Conmemorativa Brown

El campus de Union está ubicado en el vecindario Morningside Heights de Manhattan,  bordeado por Claremont Avenue, Broadway y West 120th y 122nd Street. La arquitectura estilo neogótico inglés de ladrillo y piedra caliza, de los arquitectos Allen & Collens, terminada en 1910, incluye la torre, que adapta las características de la torre de cruce de la Catedral de Durham. Adyacente a Teachers College, Barnard College, el Seminario Teológico Judío de América y la Escuela de Música de Manhattan, Union tiene acuerdos de registro cruzado y acceso a la biblioteca con todas estas escuelas.
El edificio se agregó al Registro Nacional de Lugares Históricos el 23 de abril de 1980, y partes se convirtieron en un hito designado por la ciudad de Nueva York en 1965.  Algunas secciones del campus ahora están arrendadas a largo plazo a la Universidad de Columbia.